# Kh-29
O Kh-29 (em russo:  Х-29; OTAN: AS-14 'Kedge'; GRAU: 9M721) é um míssil ar-terra de origem soviética com alcance de 10–30 km. Possui uma ogiva larga de 320 kg, podendo ser guiado a laser, infravermelho, radar ativo por TV. Pode ser carregado e disparado por aeronaves táticas como o
Su-24, Su-30, MiG-29, assim como modelos "T/TM" do Su-25.
O Kh-29 foi concebido para uso primário contra alvos grande de campos de batalha e infraestrutura, mas também pode ser usado contra embarcações de até 10,000 toneladas, hangares blindados de aeronaves e estradas de concreto.

## Desenvolvimento
O design inicial como começou a ser desenvolvido no departamento da  Molniya  na Ucrânia, sendo posteriormente transferido para Vympel. O primeiro teste de disparo do míssil ocorreu em 1976, e depois de extensivos exercícios, o Kh-29 foi aceito para serviço em 1980.

## Design
O desenho básico aerodinâmico do Kh-29 possui similaridades com o Molniya R-60 (AA-8 'Aphid'), ponto que indica o legado da Molniya para mísseis ar-ar. O sistema guiado a laser é proveniente do Kh-25 (AS-10 'Karen'), enquanto o de TV é do Kh-59 (AS-13 'Kingbolt'), o qual acompanha uma ogiva maior.
Ele pode ser comparado com o AGM-65 Maverick norte-americano, porém o AGM-65 é um míssil muito menor que o Kh-29, pesando aproximadamente menos da metade.

## História operacional
O Kh-29 entrou em serviço com a Força Aérea Soviética em 1980, sendo altamente exportado desde então.
O Kh-29L foi utilizado por aeronaves Sukhoi Su-34 e Su-24 em 2015 na Intervenção russa na Guerra Civil Síria.

### Guerra Civil Líbia (2014-presente)
Os antigos mísseis Kh-29Ts de Su-24 da era Muammar al-Gaddafi foram utilizados por facções Islâmicas conta forças pró-governo em Tripoli na atual Guerra Civil Líbia (2014-presente) Seu uso concerne em terra-terra não guiados, lançados de caminhões modificados com pequenos lemes e ailerons na tentativa de providenciar estabilidade em voo.

## Variantes
- Kh-29L (Izdeliye 63, 'Kedge-A')[9]: usa sistema semi-ativo de busca laser, possuindo raio de alcance de 8–10 km.[2]
- Kh-29ML: versão atualizada do Kh-29L.[9]
- Kh-29T (Izdeliye 64, 'Kedge-B')[9]: versão com busca por TV o qual pode ser adicionado sistema automático de busca óptica, distinguindo objetos pelo piloto no cockpit.
- Kh-29TE: versão de longo alcance (30 km) desenvolvido do Kh-29T.[2] Alcance mínimo de 3 km; altitude de lançamento de 200-10,000 m.[2]
- Kh-29MP: variante de terceira geração com radar de buscas ativo, tornando-a uma arma  "atire e esqueça". Possui ogiva larga de 250 kg com alcance de 12 km.[5][7]
- Kh-29D: variante quarta geração "atire e esqueça" do Kh-29TE, utilizando imagem infravermelho.[5][6]

## Operadores

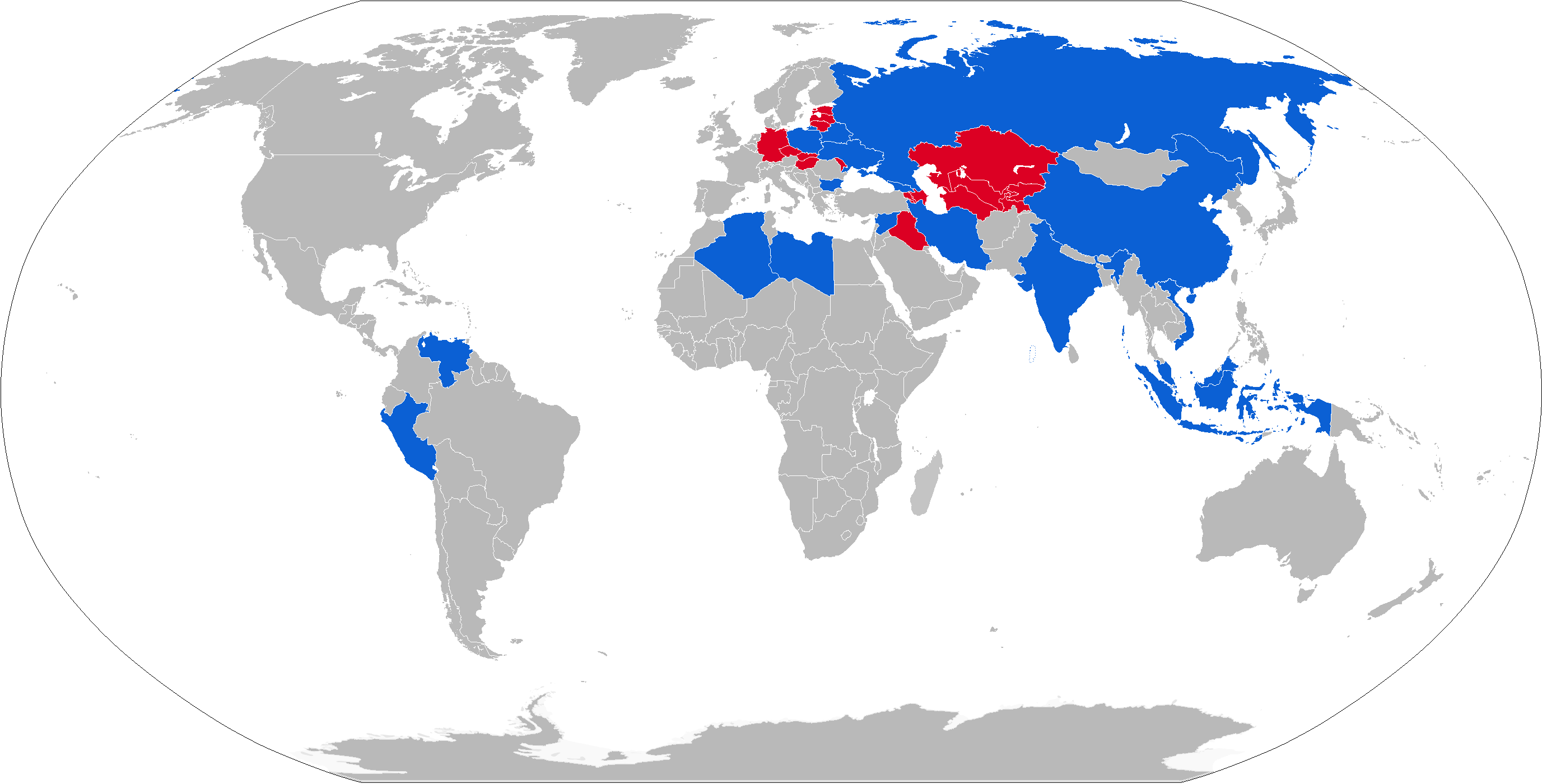
Operadores militares do Kh-29:
Operadores
Ex-operadores

### Operadores atuais
- Rússia: Força Aérea Russa
- Índia: Força Aérea da Índia com seus Su-30MKIs[3] e a Marinha da Índia com seus MiG-29Ks.[13]
- Argélia: Força Aérea Argelina[14]
- Bielorrússia: Força Aérea da Bielorrússia em seus MiG-29BMs modernizados.[3]
- Bulgária: Força Aérea da Bulgária com seus Su-22M4s,[3] os quais foram retirados de serviço em 2004 utilizados apenas para reconhecimento desde então. Contudo, o Kh-29 continua a ser usado em seus Su-25.
- Geórgia: Força Aérea da Geórgia em seus Su-25KM Scorpion[15]
- Indonésia: Força Aérea da Indonésia em seus Su-30MK2[16]
- Irão: Força Aérea do Irã em seus Su-24
- Libya: Milícias Islâmicas
- Malásia: Força Aérea Real da Malásia
- Coreia do Norte
- China: Força Aérea Chinesa recebeu 2,000 Kh-29Ts em 2002[17] para usar em seus Su-27 SKs, Su-27UBKs, Su-30MKKs, Shenyang J-11s e possivelmente em seus JH-7s ('Flounder') e Q-5's ('Fantan').[18]
- Polónia: Força Aérea Polaca em seus Su-22M4s.[3]
- Síria: Força Aérea Síria
- Ucrânia: Força Aérea da Ucrânia[3]
- Peru: Força Aérea Peruana com seus Su-25
- Venezuela: Força Aérea Venezuelana em seus Sukhoi Su-30
- Vietname: Força Aérea do Vietnã em seus Sukhoi Su-30MK2V

### Ex-operadores
- Chéquia: Força Aérea da Chéquia[3]
- Alemanha Oriental: Força Aérea do Exército Macional Popular[3]
- Alemanha: Retirados depois da reunificação da Alemanha
- Hungria: Força Aérea Húngara com Su-22M3s
- Iraque: Força Aérea Iraquiana – todos aposentados
- Líbia: Força Aérea Líbia[11]
- Eslováquia: Força Aérea da Eslováquia – Su-22M4s[3]
- União Soviética: Força Aérea Soviética